# L'Hospitalet-du-Larzac
 L'Hospitalet-du-Larzac  (en occitano L'Espitalet) es una población y comuna francesa, situada en la región de Mediodía-Pirineos, departamento de Aveyron, en el distrito de Millau y cantón de Nant.

## Demografía
| 205 | 218 | 233 | 247 | 246 | 249 |
| Para los censos de 1962 a 1999 la población legal corresponde a la población sin duplicidades (Fuente: INSEE [Consultar]) |     |     |     |     |     |